# Bombinae
Die Einteilung der Lebewesen in Systematiken ist kontinuierlicher Gegenstand der Forschung. So existieren neben- und nacheinander verschiedene systematische Klassifikationen. 
Das hier behandelte Taxon ist durch neue Forschungen obsolet geworden oder ist aus anderen Gründen nicht Teil der in der deutschsprachigen Wikipedia dargestellten Systematik.
Die Unterfamilie Bombinae in der Familie Apidae aus der Überfamilie der Bienen wurde eingeführt, um die Gattungen der Hummeln (Bombus) und der Kuckuckshummeln (Psithyrus) zusammenzufassen. Diese Gruppe bildete mit den Honigbienen und zwei weiteren Unterfamilien die Familie Apidae, unter der alle Körbchensammler zusammengefasst wurden.
Da die aktuelle Systematik dazu neigt, die Kuckuckshummeln nicht mehr als eigene Gattung abzuspalten (Michener 2000), ist die Aufstellung dieses Taxons hinfällig. Außerdem werden die Apidae heute wesentlich weiter gefasst, so dass das Taxon Bombinae allenfalls als monotypische Tribus Bombini (mit der einzigen Gattung Bombus) erhalten ist.